# Иржи Новак
Иржи Новак (на английски: Jiří Novák) е чешки тенисист.

## Биография
Иржи Новак е роден на 22 март 1975 г. в Злин, Чехия. Днес живее в Монте Карло, Монако. Той и съпругата му Катерина имат три деца, Якуб (роден през 1998 г.) и близнаците Иржи и Катерина (родени през 2001 г.).
Освен тенис, Иржи обича да играе футбол и хокей на лед. През 2001 г. в Монреал той играе в демонстративен мач по уличен хокей на NHL-ATP като вратар на отбора от професионални хокеисти.

## Кариера
Иржи Новак става професионалист през 1993 г. и печели седем титли на сингъл и 18 на двойки през кариерата си. В продължение на шест години той е най-високо класираният чешки тенисист в ранглистата на ATP. На 21 октомври 2002 г. Новак достига най-високото си класиране на сингъл в кариерата си, до световен номер 5. Той се оттегля от професионалния тенис през 2007 г.
Иржи Новак е първият играч, който се изправя срещу Роджър Федерер на Уимбълдън. В този мач от първия кръг на турнира през 1999 г. Новак победи Федерер в пет сета.
Иржи Новак създаве тенис училище в Чехия и една от неговите ученички е четиринадесетгодишната Преет Чанди, преди тя да стане авантюрист.

## Кариерна статистика

#### Финали натурнири от сериите Мастърс(1)
| година | турнир       | съперник във финала | резултат   |
| ------ | ------------ | ------------------- | ---------- |
| 2002   | Мадрид Оупън | Андре Агаси         | отказва се |

### ATP финали (7 титли; 13 финала)
|        | П–З | Година | Турнир                  | Клас           | Настилка   | Опонент            | Резултат                |
| ------ | --- | ------ | ----------------------- | -------------- | ---------- | ------------------ | ----------------------- |
| Победа | 1–0 | 1996   | Окланд Оупън            | Световни серии | Твърда     | Бред Стевен        | 6–4, 6–4                |
| Загуба | 1–1 | 1996   | Мексико Оупън           | Световни серии | Клей       | Томас Мустер       | 6–7(3–7), 2–6           |
| Победа | 2–1 | 1998   | Мексико Оупън           | Световни серии | Клей       | Ксавие Малис       | 6–3, 6–3                |
| Победа | 3–1 | 2001   | Баварски шампионат      | Международни   | Клей       | Антони Дюпюи       | 6–4, 7–5                |
| Победа | 4–1 | 2001   | Суис Оупън              | Международни   | Клей       | Хуан Карлос Фереро | 6–1, 6–7(5–7), 7–5      |
| Загуба | 4–2 | 2002   | Виена Оупън             | Шампионски     | Твърда (з) | Роджър Федерер     | 4–6, 1–6, 6–3, 4–6      |
| Загуба | 4–3 | 2002   | Мадрид Оупън            | Мастърс        | Твърда (з) | Андре Агаси        | отказва се              |
| Загуба | 4–4 | 2003   | Дубай Тенис Чемпиъншипс | Шампионски     | Твърда     | Роджър Федерер     | 1–6, 6–7(2–7)           |
| Победа | 5–4 | 2003   | Суис Оупън              | Международни   | Клей       | Роджър Федерер     | 5–7, 6–3, 6–3, 1–6, 6–3 |
| Загуба | 5–5 | 2003   | Шанхай                  | Международни   | Твърда     | Марк Филипусис     | 2–6, 1–6                |
| Победа | 6–5 | 2004   | Япония Оупън            | Шампионски     | Твърда     | Тейлър Дент        | 5–7, 6–1, 6–3           |
| Победа | 7–5 | 2004   | Суис Индорс             | Междинародни   | Килим (з)  | Давид Налбандиян   | 5–7, 6–3, 6–4, 1–6, 6–2 |
| Загуба | 7–6 | 2005   | Делрей Бийч Оупън       | Международни   | Твърда     | Ксавие Малис       | 6–7(6–8), 2–6           |